# Árabe khaliji
O árabe khaliji, mais conhecido como árabe do Golfo (خليجي Khalījī pronúncia local: [χɐˈliːdʒi] or اللهجة الخليجية el-lahja el-Khalijiyya, pronúncia local: [elˈlɑhdʒɐ lχɐˈliːdʒɪj.jɐ]), é uma variante do árabe falado na Arábia Oriental por populações das áreas costeiras de quatro países do Golfo Pérsico (Kuwait, Barém, Catar e Emirados Árabes Unidos) e em partes do leste da Arábia Saudita (província Oriental), do sul do Iraque (província de Basra e província de Mutana), sul do Irão (província de Buxer, província de Cuzistão e província de Hormusgão) e norte de Omã.
Pertencentes ao ramo do árabe peninsilar, o árabe do Golfo pode ser definido como um conjunto de variantes estreitamente relacionadas e mais ou menos inteligíveis entre si que formam um contínuo dialetal com o nível de inteligibilidade mútua entre suas variantes, de acordo em grande parte com a distância geográfica entre elas. Dialetos específicos diferem em vocabulário, gramática e sotaque. Existem diferenças consideráveis entre, por exemplo, o árabe kuwaitiano e as variantes do Catar e dos Emirados Árabes Unidos - especialmente em sotaque, que podem dificultar a inteligibilidade mútua, e é por isso que são consideradas como variantes independentes. Similar ao que ocorre a outras variantes da língua árabe, os dialetos do árabes do Golfo não são completamente inteligíveis com outras variantes árabes faladas fora do Golfo Pérsico.
Variantes mais próximas das faladas no Golfo são o árabe najdi e o o árabe bareinita. Embora falado em grande parte da Arábia Saudita, cuja população é de mais de 30 milhões, o árabe do Golfo não é a língua nativa da maioria dos sauditas, pois a maioria deles não mora na porção oriental do país - existem cerca de 200.000 falantes dessa variante.

## Fonologia

### Consoantes
|                 |             | Labial | Interdental | Denti-alveolar | Denti-alveolar | Palatal | Dorsal | Dorsal | Faringeal | Glotal |
| plain           | Enfática    | Labial | Interdental | Velar          | Uvular         | Palatal |        |        | Faringeal | Glotal |
| --------------- | ----------- | ------ | ----------- | -------------- | -------------- | ------- | ------ | ------ | --------- | ------ |
| Nasal           | Nasal       | m      |             | n              |                |         |        |        |           |        |
| Plosiva         | surda       | (p)    |             | t              | tˤ             | tʃ      | k      | q      |           | ʔ      |
| Plosiva         | sonora      | b      |             | d              |                | dʒ      | ɡ      | ɡ      |           |        |
| Fricativa surda | f           | θ      | s           | sˤ             | ʃ              | x       | x      | ħ      | h         |        |
| Fricativa surda | sonora      |        | ð           | z              | ðˤ             |         | ɣ      | ɣ      | ʕ         |        |
| Vibrante        | Vibrante    |        |             | r              |                |         |        |        |           |        |
| Aproximante     | Aproximante |        |             | l              |                | j       | w      |        |           |        |

Notas fonológicas:
- p/ ocorre apenas em empréstimos;[1] a letra não nativa ⟨پ⟩, ou sua contraparte nativa /b/ ⟨ب⟩, são usados para denotar este som, por exemplo: piyāḷah (پيالة} } ou بيالة [pijɒːlˤɒh], 'copo pequeno'), de Hindi.
- Uma característica que distingue os dialetos árabes do Golfo de outras variedades árabes é a retenção das fricativas dentárias /θ/ e /ð/, que em muitos outros dialetos se fundiram com outros sons; da mesma forma, o reflexo da fusão dos clássicos */ɮˤ/ ⟨ض⟩ e */ðˤ/ ⟨{ {lang⟩ geralmente é /dˤ/ em alguns dialetos, mas é uma fricativa (ou /ðˤ/ ou /zˤ/) em dialetos do Golfo.[2][1] Ele compartilha esse recurso com a maioria dos dialetos peninsulares e mesopotâmicos /ɮˤ/ ⟨ض⟩ foi mesclado para /ðˤ/ ⟨ظ ⟩.
- Historicamente, /q/ tornou-se [ɡ] no Golfo Árabe. Devido à influência do ÁRABE MODERNO PADRÃO, o som foi reintroduzido em um punhado de classicismos.[3] Vários falantes percebem esse fonema restrito como uma oclusiva uvular sonora;[4] esses mesmos falantes têm realizações pós-velar ou uvular de /x/ e /ɣ/ ([χ] e [ʁ], respectivamente).[5] Para esses falantes, [ɢ] e o [ʁ] são gratuitos variação enquanto outros falantes distinguem /q/ de /ɣ/. Assim, قرآن /qurʔaːn/ pode ser realizado como [ɢɪrʔaːn] ou [ʁɪrʔaːn] para tais falantes.
- As consoantes enfáticas /tˤ dˤ sˤ ðˤ/ são descritas de forma variável na literatura como tendo velarização secundária ou faringealização. Outras consoantes enfáticas podem ser encontradas, mas são resultado de um processo que espalha a velarização/faringealização desses sons nas consoantes vizinhas. Por exemplo. بطولة /butˤuːla/ ('c butˤuːla ') [bˤʊtˤʊːla]('campeonato')..

### Alofonia
/k/ e /ɡ/ são frequentemente palatalizados quando ocorrem antes de vogais anteriores, a menos que a consoante seguinte seja enfática. A realização real está em variação livre, e pode ser [kʲ ɡʲ] ou, mais comumente, [tʃ dʒ].  Os falantes que apresentam variação entre [ɡʲ] e [dʒ] o fazem em palavras derivadas do histórico  /q/ (por exemplo, مقابل [mɪgʲæːbɪl~mɪdʒæːbɪl] 'oposto'); [j] é um reflexo contemporâneo do /dʒ/ histórico e, portanto, também existem conjuntos de palavras onde [dʒ] e [j]  aparecem em variação livre (por exemplo (por exemplo, جار [dʒæːr~jæːr] 'vizinho').
Oclusivas sonoras tendem a desvozear na posição final do enunciado, especialmente como o elemento final em clusters, por exemplo. كلب ('cachorro') /kalb/ [tʃælp].
Um aspecto notável do Golfo Árabe é a realização diferente de vários fonemas herdados do Árabe Clássico Essas diferenças são o resultado, em parte, de mudanças linguísticas naturais ao longo do tempo. Depois que essas mudanças ocorreram, os sons originais (ou aproximações deles) foram reintroduzidos como resultado do contato com outros dialetos, bem como pela influência do Árebe Moderno Clássico como linguagem da mídia, governo e religião. Para muitos desses sons, os alto-falantes exibem variação livre entre a forma ÁRABE MODERNO PADRÃO e a forma coloquial. A tabela a seguir fornece um esboço dessas diferenças:
| Letra    | Pronúncia Árabe Padrão Moderno | Variedades Khaliji | Exemplos                                                                                              | Notas |
| -------- | ------------------------------ | --- | --- | --- |
| ج        | /d͡ʒ/                           | [j] ou [d͡ʒ] | mōy ou mōj (موج [moːj] ou [moːd͡ʒ], 'wave'); masyid ou masjid (مسجد [ˈmɒsjɪd] ou [ˈmɒsd͡ʒɪd], 'mosque') | As alterações são opcionais, embora jim (ج) nunca muda para [j] em palavras emprestadas recentes da ÁRABE MODERNO PADRÃO.                                          |
| q        | /q/                            | /q/ (em palavras árabes clássicas); [ɡ] e, quando seguido por uma vogal anterior (/a/, /aː/ /eː/, / i/ ou /iː/) [d͡ʒ]    | jiddām (step [d͡ʒɪdˈdɑːm] , 'na frente de'); sharji (eastern [ˈʃɑɾd͡ʒi] 'oriental')                     | Muitos empréstimos em árabe literário preservam o som /q/, mas opcionalmente usam /ɡ/. Por influência persa, raramente o qaf (q) muda para ghayn (gh) /ɣ/ .        |
| g        | /leste/                        | [leste], [q] | qannā (ghani [ˈqɑnnæ], 'cantar')                                                                      | Ghayn ocasionalmente muda para [q] ou /ɡ/ por influência persa. |
| k        | /k/                            | /k/, [t͡ʃ] se precedido ou seguido por uma vogal anterior ou se 2ª pessoa do singular feminino com sufixo/pronome objeto | ubūch (abuk [ʔʊˈbʊːt͡ʃ]; 'seu [f.sg.] pai')                                                            | Esta mudança é opcional, mas é mais frequentemente encontrada quando o kaf (k) é usado para denotar a 2ª pessoa do singular feminino com sufixo/pronome de objeto. |
| (Em afb) | /dˤ/                           | [ðˤ] | } | |

Os dialetos do Golfo não são distinguidos pela pronúncia, pois os dialetos do Golfo não têm o enfático  [d]. No entanto, eles mantêm sua distinção ortográfica.

### Vogais
O árabe do Golfo tem cinco vogais longas e três ou quatro monotongos curtos.
|         | Anterior | Anterior | Posterior | Posterior |
| Curta   | Longa    | Curta    | Longa     |           |
| ------- | -------- | -------- | --------- | --------- |
| Fechada | iː       | u        | uː        |           |
| Medial  |          | eː       | (o)       | oː        |
| Aberta  | a        | aː       |           |           |

### Alofonia
As variações regionais na pronúncia das vogais são consideráveis, particularmente fora do discurso educado. Salvo indicação em contrário, a seguir estão as principais variantes alofônicas compartilhadas em toda a região do Golfo.

#### Vogais anteriores
No contexto das consoantes enfáticas, /iː/ e /eː/ longos exibem onglides e offglides de vogais centralizados. Por exemplo:
- /tˤiːn/ طين ('lama') → [tˤəiːn].
- /sˤeːf/ صيف ('verão') → [sˤəeːf] .
- /tiħiːdˤ/ ('ela menstrua') → [tɪħiːədˤ].

Da mesma forma, a realização normal do short /i/ é [ɪ] exceto na posição final, onde é [i]; quando adjacente a consoantes enfáticas ou quando átono, o curto não final /i/ é centralizado em [ə].
- /binti/ ('minha filha') → [bɪnti].
- /tˤibb/ طِبّ ('medicina') → [tˤəbˤbˤ].
- /kiˈtaːb/ كتاب ('livro') → [kəˈtaːb].
- /ruːħi/ ('vá! [f]') → [rʊːħi].

A realização normal de /a/ curta é uma frente [æ]; quando adjacente a  dorsal e faríngea, a realização normal é um verso [ɑ]; quando adjacente a consoantes enfáticas (e, para alguns falantes, consoantes bilabiais), a realização é um [ɒ] arredondado:
- /badu/ بَدْو ('beduíno') → [bædu].
- /baʕad/ ('depois') → [bɑʕɑd].
- /ɡahwa/ قهوة ('café') → [ɡɑhwɑ].
- /sˤaff/ صف ('linha') → [sˤɒfˤfˤ].

Quando uma consoante dorsal/faríngea e uma consoante enfática são adjacentes a uma vogal, a realização é [ɒ].
Para /aː/, o padrão é basicamente o mesmo, exceto que, quando adjacente a consoantes dorsais/faríngeas, a realização é [aː].
- /sˤaːm/ ('ele jejuou') → [sˤɒːmˤ].
- /ɡaːl/ ('ele disse') → [ɡaːl].
- /ʕaːfja/ عافية ('saúde') → [ʕaːfja].

Finalmente, o /aː/ longo é encurtado e submetido às mesmas regras fonológicas que o /a/ curto. Este encurtamento pode levar a alternâncias baseadas no condicionamento morfológico, e. [ɣadæ] ('almoço') vs. [ɣadæːk] ('seu almoço').

#### Vogais posteriores
/uː/ é normalmente realizado como [ʊː]. Da mesma forma, /u/ é realizado [ʊ] exceto quando átono, caso em que é reduzido para [ə] se não for excluído completamente (por exemplo, /bujuːt/ → [bəjʊːt] ou [bjʊːt] 'casas').
O fonema de vogal curta /o/ ocorre raramente como uma variante do ditongo /aw/ em um punhado de palavras (por exemplo, لو /lo/ 'se'. 

## Morfologia
Da mesma forma que outras variedades árabes, o árabe do Golfo perdeu muito da flexão de maiúsculas do árabe clássico. A posse é marcada pelas partículas /maːl-/ e /ħaɡɡ-/, que são anexadas a enclíticas possessivas 

### Pronomes
O árabe do Golfo tem 10 pronomes pessoais. O dialeto conservador preservou a distinção de gênero da 2ª e 3ª pessoa nas formas plurais, enquanto as formas duais não sobreviveram . . . . A tabela a seguir contém os pronomes geralmente mais comuns:
| Pessoa | Pessoa    | Singular   | Plural          |
| ------ | --------- | ---------- | --------------- |
| 1º     | 1º        | ānā (anā)  | niḥin (niḥin)   |
| 2º     | masculino | inta (إِنْتَ) | intum (إِنْتُمْ)    |
| 2º     | feminino  | inti (إِنْتِ) | intin 1 (intin) |
| 3º     | masculino | huwa (هُوَ)  | hum (هُمْ)        |
| 3º     | feminino  | hiya (he)  | não 2 (hِنْ)      |

- Muitos falantes não distinguem entre formas masculinas e femininas na segunda pessoa do plural, substituindo intum e intin por intu ({{lang|afb|إنْتُ} }).
- Os falantes que não fazem distinção entre formas masculinas e femininas na terceira pessoa do plural também usam hum (هُمْ) para ambos os gêneros na terceira pessoa do plural, respectivamente.

Alguns pronomes, no entanto, têm outras formas (menos frequentes, resp. locais):
- ānā anā*: anā anā
Ani Ani (especialmente Bahrein)
- inta إِنْتَ:
sol إِنِتْ
- huwa هُوَ:
hū hū
Huwwa هُوَّ (especialmente Catar)
uhu أُهُو
- hiya ({{lang|hiya:
hī hī
pobreza ({{lang|afb|هِيَّ (especialmente Catar
este this
- niḥin' niḥin:
niḥna we
iḥna إِحْنَا (especialmente Baḥrānī e Catar)
Haina :
intu إنْتُ
- hum هُمْ:
humma هُمَّ (especialmente Catar)
uhum'

## Sintaxe
A ordem normal das palavras nas orações principais é a seguinte:}
Sujeito – (Verbo) – (Objeto Direto) – (Objeto Indireto) – (Adverbial)
A frase a seguir indica a ordem normal das palavras de declarações declarativas:
|/ʔaħmad xarrab l-beːt/ |Ahmad arruinou-Predefinição:Gcl a-casa |'Ahmad arruinou a casa'
Ao formar declarações interrogativas, qualquer um desses elementos pode ser substituído por palavra interrogativas. Holes (1990) identifica cinco dessas palavras no Golfo Árabe:
- من /min/ ('quem')
- /ʃinhu/ (alternativamente, وش /weːʃ/, ou إيش /eːʃ/} }) ('o que')

كيف /keːf/ ('como')
- ليش /leːʃ/ (alternativamente /ʃulih/) ('por quê')
- متى /mita/ ('quando')

A menos que se deseje acentuar um desses elementos, esta ordem de elementos é preservada na formação de perguntas interrogativas.
|/min xarrab il-beːt/ quem arruinou-a-casa - |'quem arruinou a casa?'
|/ʔaħmad xarrab ʃinhu/ |Ahmad arruinou-o que |'o que Amad arruinou?'
|/ʔaħmad xarrab il-beːt leːʃ/  a-casa por que |'por que Ahmad arruinou a casa?'
Ao colocar ênfase no elemento questionado, a ordem das palavras pode mudar. Especificamente, o elemento de uma oração pode ser questionado movendo-o, geralmente para a posição inicial. Com o assunto (que normalmente é inicial), ele é movido para a posição final:
|/xarrab il-beːt min/
|arruinou-a-casa que
|'quem arruinou a casa?'
O elemento movido recebe forte tonicidade; no caso de uma palavra interrogativa, a entonação é uma queda alta. Quando a questão é buscar esclarecimentos, o elemento questionado tem uma entonação ascendente alta.